# Ieromartire
Uno ieromartire (in greco Ὁ Ἱερομάρτυρας?, in latino sanctus martyr) è nel cristianesimo ortodosso e nelle chiese cattoliche di rito orientale un martire che ha ricevuto il sacramento dell'ordinazione. Uno ieromartire può essere un qualunque vescovo, sacerdote o diacono ucciso per la sua fede in Gesù Cristo. 
La differenza tra uno ieromartire e un martire è la presenza nel primo dell'ordinazione. Gli ieromartiri non costituiscono una classe speciale di santi, ma sono ricordati nella liturgia insieme agli altri martiri, si associano generalmente al megalomartire ("grande martire" ma laico), perché  vengono entrambi riconosciuti come tutti i cristiani dei primi secoli dopo Cristo che hanno subito il martirio prima dell'editto di Milano (313 d.C.).

## Esempi di ieromartire
Alcuni santi dei primi secoli venerati come ieromartiri nell'oriente cristiano: 
- Basilio di Ancira, che morì sotto Flavio Claudio Giuliano nel 362–363;
- Biagio di Sebaste, ucciso nel IV secolo;
- Clemente di Ancira, ucciso sotto Massimino Daia nel 312;
- Ignazio di Antiochia, venne divorato dai leoni per ordine dell'imperatore Traiano;
- Tascio Cecilio Cipriano, ucciso nel 258;
- Papa Clemente I, per ordine di Traiano esiliato nel Cherson e fatto annegare in mare;
- Antipa di Pergamo, come punizione per la conversione di molti pagani al cristianesimo, fu gettato in un toro di Falaride.